# Ceriagrion cerinorubellum
Ceriagrion cerinorubellum (Brauer, 1865) è una libellula della famiglia Coenagrionidae.

## Distribuzione e habitat
È diffusa nell'Asia meridionale e sudorientale.